# Борек-Великий
Борек-Великий (пол. Borek Wielki) — село в Польщі, у гміні Сендзішув-Малопольський Ропчицько-Сендзішовського повіту Підкарпатського воєводства.
Населення — 1562 особи (2011).
У 1975-1998 роках село належало до Ряшівського воєводства.

## Демографія
Демографічна структура станом на 31 березня 2011 року:
|          | Загалом | Допрацездатний вік | Працездатний вік | Постпрацездатний вік |
| -------- | ------- | ------------------ | ---------------- | -------------------- |
| Чоловіки | 774     | 193                | 507              | 74                   |
| Жінки    | 788     | 155                | 462              | 171                  |
| Разом    | 1562    | 348                | 969              | 245                  |